# Ni tú ni yo
Ni tú ni yo è un singolo della cantante statunitense Jennifer Lopez, con la collaborazione del duo cubano Gente de Zona, pubblicato il 4 luglio 2017 dalla Sony Music Latin e la Nuyorican Productions come singolo apripista del nono album in studio della cantante, il secondo in lingua spagnola.

## Video musicale
Il videoclip del brano è stato diffuso in anteprima assoluta su Telemundo l'11 luglio 2017; lo stesso giorno è stato pubblicato sul canale Vevo-YouTube di Jennifer Lopez. Diretto dal regista inglese Emil Nava, il video vede Marc Anthony nei panni del manager della Lopez. Sarà lui a presentarle un fotografo di cui la cantante si innamorerà sul set. Durante il servizio fotografico, la cantante alterna diversi look: da un abito color ocra (che la cantante indossa anche nella copertina del singolo) realizzato dallo stilista Michael Costello si passa ad alcune scene in cui la cantante rimane semi-nuda, coperta solo da alcune foglie.

## Tracce
Download digitale
1. Ni tú ni yo – 3:36

## Classifiche
| Classifica (2017) | Posizione massima |
| ----------------- | ----------------- |
| Cile              | 23                |
| Francia           | 82                |
| Slovacchia        | 69                |
| Spagna            | 5                 |
| Svizzera          | 30                |
| Ungheria          | 25                |